# قصر الحسينية
قصر الحسينية أحد القصور الملكية في الأردن، بني عام 2006. يقع غرب العاصمة عمان بجوار مسجد الملك الراحل الحسين بن طلال وحدائق الحسين ومتحف السيارات الملكي ومتحف الأطفال. يضم القصر المكاتب الجديدة للملك عبد الله الثاني ، ومكتب للملكة رانيا ، ومكتب للأمير الحسين بن عبدالله الثاني وليّ العهد.
يحتوي قصر الحسينية أيضًا على مكتب رئيس الديوان الملكي الهاشمي، ومكتب رئيس التشريفات الملكية، والقاعات التي تجري فيها المباحثات الثنائية والموسّعة خلال زيارات الضيوف الرسميين للمملكة. ويؤدّي فيه الوزراءُ الجدد القسَمَ أمام الملك عند إجراء تعديل على الحكومة، كما يؤدّي فيه أعضاء الهيئة المستقلة للانتخابات وأعضاء المجلس القضائي اليمينَ الدستورية أمام الملك في قصر الحسينية. ويُجري الملك عبد الله الثاني في رحاب هذا القصر معظم اجتماعاته اليومية ومقابلاته الرسمية.
يجمع القصر من حيث التصميم بين التراث المعماري العربي الإسلامي، المتمثل في الأقواس والزخارف على الجدران والأبواب، وبساطة التصميم الداخلي ورونقه. كما يحتوي القصر على قاعة للطعام وأخرى للاحتفالات الكبرى، وساحة للمراسيم الخارجية يتم فيها استقبال ملوك الدول ورؤسائها وكبار الضيوف، وتقع في المساحة الفاصلة بين القصر ومسجد الملك الحسين.
أُطلق اسم «الحسينية» على هذا القصر نظرًا لموقعه بجوار مسجد الملك الراحل الحسين بن طلال.

## أنظر أيضًا
- قصر المصلى
- قصر الندوة
- قصر بسمان
- قصر رغدان
- قصر زهران